# دهستان فرمشکان
دهستان فرمشکان نام دهستانی در بخش مرکزی شهرستان کوار، استان فارس در ایران است. براساس سرشماری مرکز آمار ایران در سال ۱۳۹۵، جمعیت آن ۵۸۸۳ نفر (۱۸۰۹ خانوار) بوده‌است.